# Unió Nacional de Legions Búlgares
La Unió Nacional de Legions Búlgares (UNLB) (en búlgar: Съюз на Българските Национални Легиони, СБНЛ; Sayuz na Balgarskite Natsionalni Legioni, SBNL), fins a 1935 la Unió de Legions Juvenils Nacionals (ULJN); Съюз на Младежките Национальные Легиони, СМНЛ; Sayuz na Mladezhkite Natsionalni Legioni, SMNL), va ser una organització ultranacionalista, profeixista, pronazi i d'extrema dreta a Bulgària, que va estar activa entre 1932 i 1944.

Bandera utilitzada per la Unió Nacional de Legions Búlgares

L'organització tenia una ideologia propera al feixisme, que incloïa la creació d'un règim totalitari de partit únic, la prohibició de l'economia de mercat i el control total de l'estat sobre l'economia i la societat, antisemitisme i hostilitat cap als estrangers, anticomunisme, etc. Va demostrar similitud amb el feixisme italià i el nazisme alemany, dels quals «manlleva» idees, símbols i consignes.
Inicialment, es va fundar com a Unió de Legions Juvenils Nacionals, que va guanyar popularitat entre els joves mitjançant l'ús de mètodes de propaganda, populars a l'Alemanya nazi en aquell moment, inclosa una marxa des de Sofia a Veliko Tarnovo. Competia en suport polític amb altres organitzacions nacionalistes populars com els Ratniks i el Moviment Social Nacional. En 1939, el ja reanomenat UNLB tenia 75.000 membres, i encara que en aquest any va ser formalment prohibit pel govern pronazi del tsar Borís III, va continuar funcionant i donava soport a l'estreta aliança de Bulgària amb Alemanya nazi.
El 1942, Hristo Lukov, un tinent general retirat de l'exèrcit búlgar i exministre de Guerra, es va convertir en el cap de l'organització. Identificant-se a si mateix com un grup monàrquic extrem, va buscar sense èxit treballar amb el Moviment Social Nacional, abans de finalment emergir com un grup d'oposició que feia costat en gran manera al nazisme, però, no obstant això, crític amb govern pronazi de Bogdan Filov, que van definir com compost per «capitalistes, judeo-maçons i bolxevics». El SBNL va ser prohibit després del cop d'estat de 1944 juntament amb totes les altres organitzacions i partits nacionalistes.
Els historiadors búlgars defineixen l'organització com un grup amb característiques de l'extrema dreta. A més de Nikolay Poppetrov, esmentat anteriorment, Rumen Daskalov el descriu com «tenir un caràcter completament feixista durant els anys de la Segona Guerra Mundial», que inclou «idees molt nacionalistes i xovinistes, autoritàries i totalitàries, però encara més tenaços i irreconciliables amb qualsevol forma parlamentària de partit i idees liberals-individualistes, però també —més característicament— lideratge i elitisme, racisme, antisemitisme, etc.»